# Кешишян, Лилиам
Лилиам Кечичян (исп. Liliam Kechichian; 2 марта 1952, Монтевидео, Уругвай) — уругвайский политик. Министр спорта и туризма Уругвая (2012—2020), сенатор (с 2020).  
Согласно опросу, проведенному Factum на Radiocero и Radio Monte Carlo, Лилиам Кечичян являлась чиновником с наивысшим рейтингом 70 баллов из 100 при средней оценке 48 баллов (даже президент Табаре Васкес набрал 46 баллов).

## Биография
Отец армянин, мать уругвайка.
Отец родом из Йозгата (ныне в Турции), его семья прибыла в Латинскую Америку в поисках убежища от геноцида армян, будучи изгнанной из своих домов и вынужденной отправиться в марш смерти в пустыне. В городе Йозгат проживало 130 тыс. человек, но в результате убийств пережили лишь несколько человек. По словам Кечичян, она «пришла в этот мир случайно». Среди выживших были её дедушка и бабушка — Агоп Кечичян, Лусия Севасян и её отец Исаак.
В левой коалиции Широкий фронт, в которой принимала участие с момента её основания, сперва принадлежала к Коммунистической партии Уругвая, но с 1999 года примыкает к умеренному сектору — Прогрессивному альянсу. 
Работала над  разработкой исследований для ПРООН по теме репродуктивного здоровья. Избиралась в городской совет Монтевидео на период с 1990 по 1995 год, с 2000 года работала в столичной мэрии.